# Codex Caioni
Der Codex Caioni (lat. „Caionis Codex“, auch unter dem ungarischen Namen „Codex Kájoni“ bekannt) ist eine der wichtigsten und wertvollsten Sammlungen von Musikstücken, zu der zwei transsylvanische Gelehrte aus dem 17. Jahrhundert beigetragen haben. Am bekanntesten von ihnen ist der humanistische Franziskaner, Orgelbauer und -spieler Ioan Căianu. Die zwischen 1634 und 1671 zusammengestellte Sammlung enthält Lieder mit Orgeltabulatur, wobei der Inhalt des Manuskripts variiert.

## Geschichte des Codex
Im siebzehnten Jahrhundert trat Siebenbürgen dem europäischen Musikleben bei. Die Siebenbürger folgten dem Muster der deutschen und italienischen Komponisten und formten ihr Repertoire nach ihrem Vorbild. Die umfangreiche Codex-Caioni-Kollektion ist das Ergebnis dieses Phänomens. Die Sammlung besteht aus Instrumental- und Vokalmusik, sowohl weltlich als religiös, mit Tänzen und Liedern aus dem ungarischen, rumänischen und slowakischen Volkstum.
Seregély Mátyás nahm die Handschrift zwischen 1634 und 1642 auf und verwendete sie. Kájoni János sammelte und veröffentlichte zwischen 1652 und 1671 die endgültige Fassung in Călugăreni, Șumuleu Ciuc und Lăzarea.
Der Inhalt der Sammlung ist sehr vielfältig. Auf den Seiten des Codex sind Werke verschiedener Gattungen aufgeführt: Motetten, Teile von Messen, Kirchenmusik, Teile von barocken Instrumentalstücken, Tänze, lateinische, ungarische und deutsche Volkslieder. Die am häufigsten anzutreffende Gattung ist die norditalienische Konzert-Mottete.
Seregély Mátyás griff die Motetten von Ludovico Viadana auf, die die Anfangsform des Genres darstellen. Kájió János entdeckte die späteren Konzertmotetten für seine Sammlung. Die im Kodex weitgehend vorhandene kirchliche Musik half Kájoni János bei der systematischen Arbeit. Die Bedeutung des Codex Caioni besteht darin, dass sie Forschern die Möglichkeit bietet, eine Vorstellung der transsylvanischen Musikentwicklung anhand der europäischen Genres und Bewegungen zu entwickeln.
Der Band wurde seit dem 17. Jahrhundert in der Franziskanischen Bibliothek von Şumuleu Ciuc betreut. Zu Beginn des 20. Jahrhunderts wurde er nach Cluj-Napoca verlegt. Nach dem Zweiten Weltkrieg wurde es erst 1985 wiedergefunden. Eine einzigartige Kopie der Sammlung wurde 1988 aus der Wand eines Klosters ausgegraben, wo sie wahrscheinlich in den frühen Jahren des sozialistischen Regimes im Land versteckt wurde, um vor der Zerstörung gerettet zu werden. Es war nicht das erste Mal, dass der Codex seit seiner Veröffentlichung ans Licht gebracht wurde; tatsächlich wurden in der Zwischenkriegszeit Transkriptionen einiger der darin enthaltenen Stücke vorgenommen (diese ersten Versuche sind ungenau, aufgrund der Schwierigkeiten der geringen Lesbarkeit des Manuskripts, zu dem mehrere Copisten hinzugefügt haben und das sie – oft irrtümlich – korrigiert haben). Die erste Veröffentlichung von zehn rumänischen Stücken, die dem Codex Caioni entnommen wurden, verfasste der Komponist Marțian Negrea in seiner Studie “Ein rumänischer transsylvanischer Komponist aus dem 17. Jahrhundert: Ioan Căioni” (1941). Von den entschlüsselten Notentexten ausgehend, hat man auch kleine Originalarrangements  erstellt (Doru Popovici, Ludovic Bács).

## Inhalt
Nach den Forschungen der Musikwissenschaftler Saviana Diamandi (rumänisch) und Papp Ágnes (ungarisch) wurde 1994 in Budapest eine Ausgabe in drei Bänden in der Sammlung „Musicalia Danubiana“ (zur Entschlüsselung und Veröffentlichung kritischer Ausgaben alter Musikpartituren) verfasst. Sie sind wie folgt eingeteilt: Präsentation des Manuskripts und seines Faksimiles (Band I, genannt 14a), Transkriptionen und Kommentare dazu (Band II und III – 14b* und 14b**).
Zu dieser Ausgabe wurden 346 im Codex enthaltene Musikstücke gezählt (einschließlich Varianten und Wiederholungen), von denen eine beträchtliche Anzahl einigen Komponisten gehörte, die aus allen Teilen Westeuropas kamen. Sie enthalten Transkriptionen (in minimaler Schrift, meistens zu zwei Stimmen) von anonymen, in Transsylvanien sehr bekannten Stücken und auch von den Herausgebern der Sammlung selbst komponierte Stücke – es gibt sogar eine kleine Anzahl solcher Stücke, die von Căianu selbst geschrieben wurden. Als Schreibweise wurde die Ammerbach-Orgelnotierung verwendet. (Es gibt nur eine Ausnahme, ein auf einem Portativ mit fünf Zeilen geschriebenes Stück.) Codices wurden zwischen 1632 und 1671 von zwei Autoren geschrieben: Mátiás Seregély (alias Matei din Şerdei) und Ioan Căianu. Letzterer erhielt 1652 die Codices und arbeitete daran bis 1671; dafür ließ er sich im Kloster von Lazarea nieder, wo er bis zu seinem Todestag blieb.

## Bedeutung des Codex
Die Inhaltsanalyse der Sammlung gibt einen Überblick über den Musikgeschmack in Transsylvanien im 17. Jahrhundert, von einfachen lokalen Tänzen bis zu vokal-instrumentalen Stücken, sowohl religiös, als auch weltlich, die aus westlichen Ländern übernommen sind. In Anbetracht der sehr zersplitterten Zeugnisse rumänischer Musik vor dem 19. Jahrhundert, gibt die Entdeckung und Transkription des Codex Caioni einen Einblick in die rumänische Kultur dieser Periode – eine Epoche, die gleichzeitig von den (widersprüchlichen) Stilen der späten Renaissance und des Barocks beeinflusst wurde. Eine Analyse der Codices zeigt, dass das Musikleben der Epoche sehr variiert hat und eine Vielzahl von Präferenzen koexistiert haben.
Obwohl das meiste Material der städtischen Umwelt gehört, erreichten einige rumänische Tänze, die in den Codices enthalten sind, die Aufmerksamkeit der rumänischen Folkloristen.
Interessant ist, dass der Ursprung einiger Stücke  markiert ist („Wallachischer Tanz“, „Tanz aus Nires“ etc.) und bestätigen die Verbreitung der Tänze, die heute praktiziert werden – wie z. B. im Falle vom „Tanz von Lazar Apor“ (Apor Lăzar Tancza), sehr ähnlich dem Lied „Banu Mărăcine“.

## Der Codex heute
2007 veranstaltete das damals 18 Jahre alte Musikensemble „Le Baroque Nomade“, angeführt vom Flötisten und Dirigenten Jean-Cristophe Frisch, eine Musik- und Tanzperformance, die auf den in den Codices gefundenen Stücken basiert. Das gewählte Thema war ein fiktiver Hochzeitstag. So benutzte man ein abwechslungsreiches Repertoire – manchmal entging man dem Codice – einschließlich Dorftänze, Instrumentalstücke, Motetten, Madrigale, Arien usw. Für die Authentizität der Show wurden einige der Instrumentalisten, Sänger und Tänzer der Siebenbürger Dörfer ausgewählt; Instrumentalisten hatten sogar kurze Momente Improvisationsmomente. Die Show fand in Sibiu, Cluj und Bukarest statt (die letzte am 10. Oktober 2007 in M.N.A.R.). Weitere Aufführungen fanden 2008 in Frankreich statt. Ein Album mit den Studioaufnahmen der Show wurde zwischen Mai und Juni 2008 veröffentlicht. Die Besetzung der Show umfasst: Querflöte, zwei Geigen, Bratsche, Violoncello, Viola da Gamba, Cobuz, Theorbe, Renaissance-Gitarre, Clavicembalo, Orgel und Schlagwerk. Sie werden von vier Stimmen – einer Sopran-, einer Alt-, einer Tenor-, einer Baritonstimme – und einem Tanzpaar begleitet.